# Гуаира (Парана)
Гуаира (порт. Guaíra) — муниципалитет в Бразилии, входит в штат Парана. Составная часть мезорегиона Запад штата Парана. Входит в экономико-статистический микрорегион Толеду. Население составляет 27 668 человек на 2006 год. Занимает площадь 560,508 км². Плотность населения — 49,4 чел./км².
Праздник города — 14 ноября.

## Статистика
- Валовой внутренний продукт на 2003 год составляет 212 182 628,00 реалов (данные: Бразильский институт географии и статистики).
- Валовой внутренний продукт на душу населения на 2003 год составляет 7545,08 реалов (данные: Бразильский институт географии и статистики).
- Индекс развития человеческого потенциала на 2000 год составляет 0,777 (данные: Программа развития ООН).

## Галерея

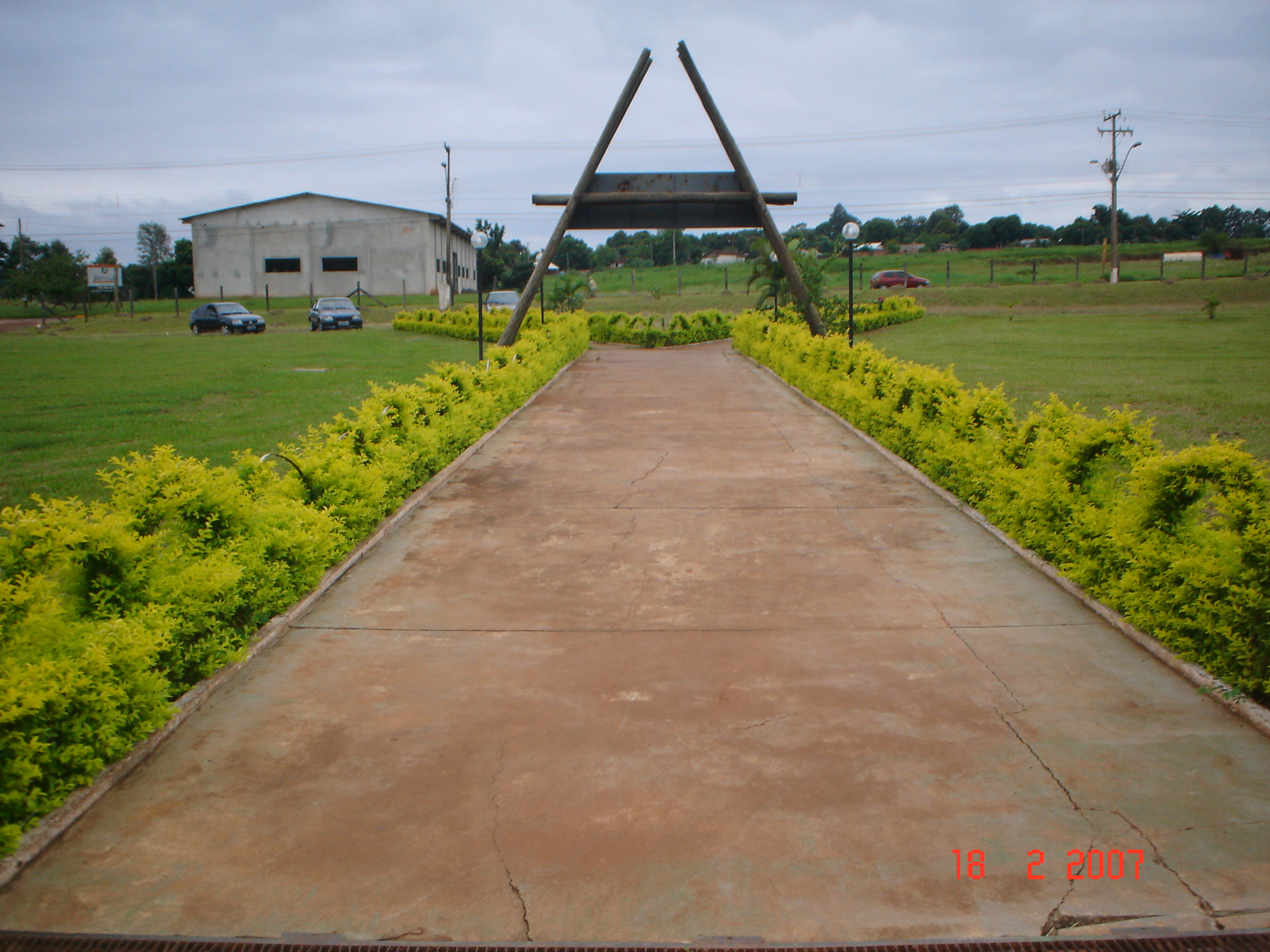
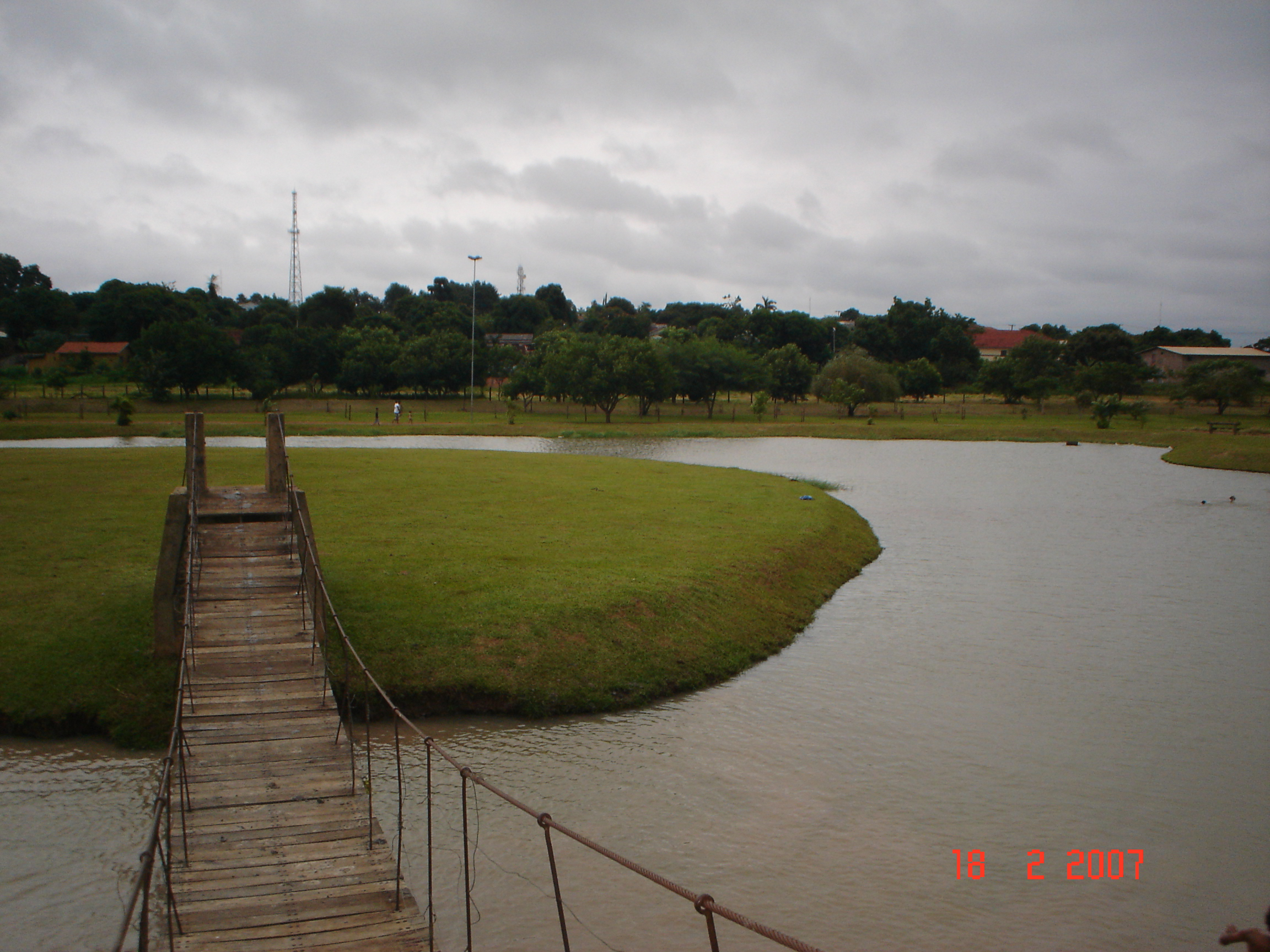